# 13116 Hortensia
13116 Hortensia este un asteroid din centura principală de asteroizi.

## Descriere
13116 Hortensia este un asteroid din centura principală de asteroizi. A fost descoperit pe 9 octombrie 1993 la Observatorul La Silla de Eric Walter Elst. Asteroidul prezintă o orbită caracterizată de o semiaxă mare de 2,99 ua, o excentricitate de 0,05 și o înclinație de 10,5° în raport cu ecliptica.